# Ctenoneura hanitschi
Ctenoneura hanitschi är en kackerlacksart som beskrevs av Karlis Princis 1954. Ctenoneura hanitschi ingår i släktet Ctenoneura och familjen Polyphagidae. Inga underarter finns listade i Catalogue of Life.